# Campeonato Brasileiro de Fórmula 4 de 2022
A Fórmula 4 Brasil de 2022 é a temporada inaugural da Fórmula 4 Brasil. É organizada pela CBA e regulamentada pela FIA, conta com o suporte da Vicar na elaboração do campeonato, feitas pelas equipes da Stock Car Pro Series. 
Com chassis Tatuus F4 T-021, a categoria segue os formatos de competição das outras 'Fórmulas' 4 ao redor do mundo, como as mais importantes mundialmente falando: Britânica, Alemã ,Italiana, Espanhola, Indiana e Emiradense. Também seguindo as normas de motor, com o fornecimento da Abarth-Autotecnica 414TF 1.4L, com 176 hp e pneus de exclusividade da Pirelli.
O piloto da Full Time Sports, Pedro Clerot, venceu o campeonato de pilotos após sua vitória na corrida 3 em Goiânia, com uma rodada de antecedência. A equipe Full Time foi campeã dentre os construtores.

## Equipes e pilotos
| \| Equipe \| No. \| Piloto \| Etapas \| \| ---------------- \| --- \| --------------------------- \| ------ \| \| Cavaleiro Sports \| 24 \| Felipe Barrichello Bartz \| 1-4 \| \| Cavaleiro Sports \| 31 \| Nicolas Giaffone \| 1-6 \| \| Cavaleiro Sports \| 30 \| Vinícius Tessaro \| 1-6 \| \| Cavaleiro Sports \| 29 \| João Tesser \| 1-6 \| \| Full Time Sports \| 41 \| Fernando 'Fefo' Barrichello \| 1-6 \| \| Full Time Sports \| 69 \| Pedro Clerot \| 1-6 \| \| Full Time Sports \| 5 \| Ricardo Gracia \| 1-6 \| \| Full Time Sports \| 33 \| Nélson Neto \| 1-6 \| \| KTF Sports \| 1 \| Victor Backes \| 1-4 \| \| KTF Sports \| 21 \| Álvaro Cho \| 2-6 \| \| KTF Sports \| 990 \| Luan Lopes \| 1-4 \| \| KTF Sports \| 28 \| Richard Annunziata \| 1-4 \| \| KTF Sports \| 37 \| Francisco Soldavini \| 6 \| \| TMG Racing \| 99 \| Nicholas Monteiro \| 1-6 \| \| TMG Racing \| 16 \| Aurélia Nobels \| 1-4 \| \| TMG Racing \| 11 \| Lucas Staico \| 1-6 \| \| TMG Racing \| 9 \| Lucca Zucchini \| 1-6 \| \| TMG Racing \| 88 \| Arthur Pavie \| 5 \| |     |                             |        |
| Equipe | No. | Piloto                      | Etapas |
| Cavaleiro Sports | 24  | Felipe Barrichello Bartz    | 1-4    |
| Cavaleiro Sports | 31  | Nicolas Giaffone            | 1-6    |
| Cavaleiro Sports | 30  | Vinícius Tessaro            | 1-6    |
| Cavaleiro Sports | 29  | João Tesser                 | 1-6    |
| Full Time Sports | 41  | Fernando 'Fefo' Barrichello | 1-6    |
| Full Time Sports | 69  | Pedro Clerot                | 1-6    |
| Full Time Sports | 5   | Ricardo Gracia              | 1-6    |
| Full Time Sports | 33  | Nélson Neto                 | 1-6    |
| KTF Sports | 1   | Victor Backes               | 1-4    |
| KTF Sports | 21  | Álvaro Cho                  | 2-6    |
| KTF Sports | 990 | Luan Lopes                  | 1-4    |
| KTF Sports | 28  | Richard Annunziata          | 1-4    |
| KTF Sports | 37  | Francisco Soldavini         | 6      |
| TMG Racing | 99  | Nicholas Monteiro           | 1-6    |
| TMG Racing | 16  | Aurélia Nobels              | 1-4    |
| TMG Racing | 11  | Lucas Staico                | 1-6    |
| TMG Racing | 9   | Lucca Zucchini              | 1-6    |
| TMG Racing | 88  | Arthur Pavie                | 5      |

## Calendário

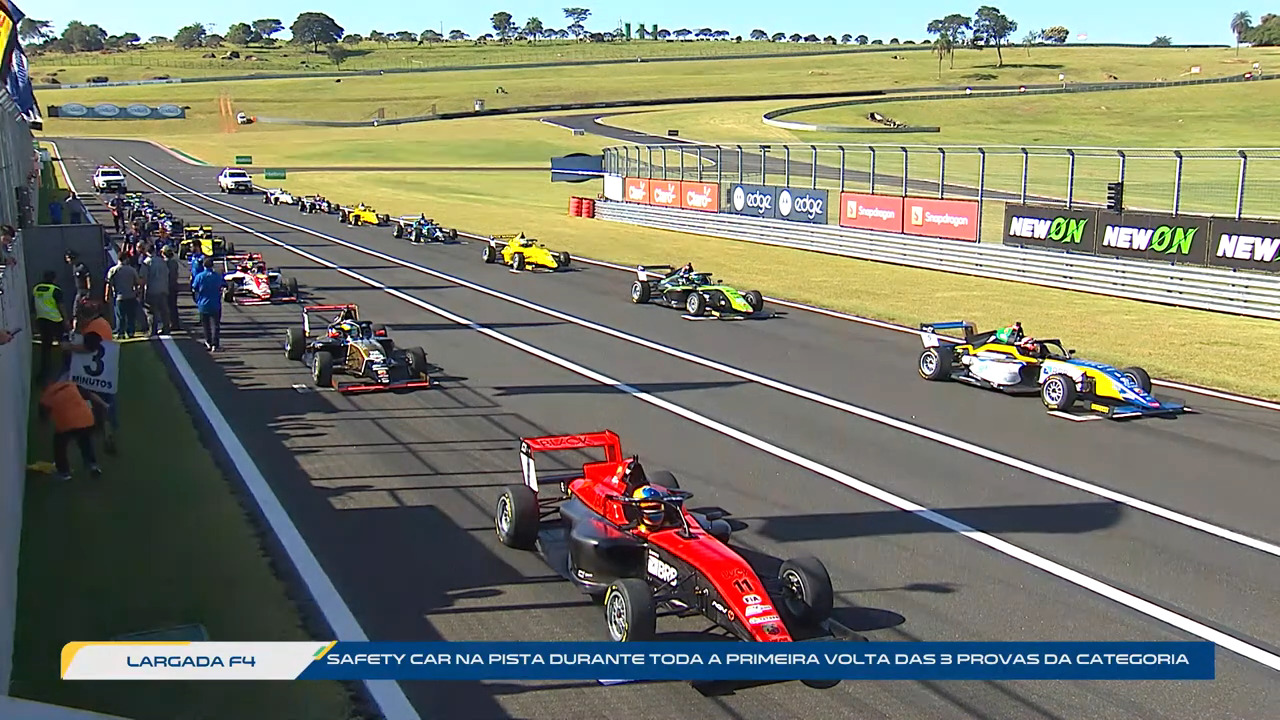
Largada da primeira corrida no dia 14 de maio de 2022.

Ao todo, foram seis rodadas triplas ao longo da temporada, totalizando 18 corridas – cada etapa teve duas corridas aos sábados e uma aos domingos. As Corridas 1 e 3 possuem duração de 25 minutos + 1 volta, enquanto a Corrida 2 possui duração de 18 minutos + 1 volta.

### Etapas[3][4][5]
| Etapa | Local          | Data           | Circuito                              |
| ----- | -------------- | -------------- | ------------------------------------- |
| 1     | Mogi Guaçu, SP | 15 de maio     | Autódromo Velo Città                  |
| 2     | São Paulo, SP  | 31 de julho    | Autódromo de Interlagos               |
| 3     | São Paulo, SP  | 7 de agosto    | Autódromo de Interlagos               |
| 4     | Mogi Guaçu, SP | 4 de setembro  | Autódromo Velo Città                  |
| 5     | Goiânia, GO    | 5 de novembro  | Autódromo Internacional Ayrton Senna  |
| 6     | Brasília, DF   | 20 de novembro | Autódromo Internacional Nelson Piquet |
| Fonte |                |                |                                       |

## Resultados e classificações

### Resumo da temporada
| Etapa | Etapa | Circuito                                        | Data            | Pole Position            | Volta Mais Rápida           | Piloto Vencedor             | Equipe Vencedora |
| ----- | ----- | ----------------------------------------------- | --------------- | ------------------------ | --------------------------- | --------------------------- | ---------------- |
| 1     | C1    | Autódromo Velo Città, Mogi Guaçu                | 14 de Maio      | Pedro Clerot             | Pedro Clerot                | Pedro Clerot                | Full Time Sports |
| 1     | C2    | Autódromo Velo Città, Mogi Guaçu                | 14 de Maio      |                          | Ricardo Gracia              | Ricardo Gracia              | Full Time Sports |
| 1     | C3    | Autódromo Velo Città, Mogi Guaçu                | 15 Maio         | Lucas Staico             | Pedro Clerot                | Pedro Clerot                | Full Time Sports |
| 2     | C1    | Autódromo José Carlos Pace, São Paulo           | 30 de Julho     | Pedro Clerot             | Pedro Clerot                | Pedro Clerot                | Full Time Sports |
| 2     | C2    | Autódromo José Carlos Pace, São Paulo           | 30 de Julho     |                          | Luan Lopes                  | Nicolas Giaffone            | Cavaleiro Sports |
| 2     | C3    | Autódromo José Carlos Pace, São Paulo           | 31 Julho        | Pedro Clerot             | Pedro Clerot                | Pedro Clerot                | Full Time Sports |
| 3     | C1    | Autódromo José Carlos Pace, São Paulo           | 6 de Agosto     | Pedro Clerot             | Nicolas Giaffone            | Pedro Clerot                | Full Time Sports |
| 3     | C2    | Autódromo José Carlos Pace, São Paulo           | 6 de Agosto     |                          | Fernando 'Fefo' Barrichello | Fernando 'Fefo' Barrichello | Full Time Sports |
| 3     | C3    | Autódromo José Carlos Pace, São Paulo           | 07 Agosto       | Nick Monteiro            | Lucas Staico                | Lucas Staico                | TMG Racing       |
| 4     | C1    | Autódromo Velo Città, Mogi Guaçu                | 2–4 de Setembro | Lucas Staico             | Pedro Clerot                | Pedro Clerot                | Full Time Sports |
| 4     | C2    | Autódromo Velo Città, Mogi Guaçu                | 2–4 de Setembro |                          | Nicolas Giaffone            | Nicolas Giaffone            | Cavaleiro Sports |
| 4     | C3    | Autódromo Velo Città, Mogi Guaçu                | 2–4 de Setembro | Lucas Staico             | Pedro Clerot                | Lucas Staico                | TMG Racing       |
| 5     | C1    | Autódromo Internacional Ayrton Senna, Goiânia   | 5-6 de novembro | Felipe Barrichello Bartz | Felipe Barrichello Bartz    | Felipe Barrichello Bartz    | Cavaleiro Sports |
| 5     | C2    | Autódromo Internacional Ayrton Senna, Goiânia   | 5-6 de novembro |                          | Álvaro Cho                  | Nicolas Giaffone            | Cavaleiro Sports |
| 5     | C3    | Autódromo Internacional Ayrton Senna, Goiânia   | 5-6 de novembro | Felipe Barrichello Bartz | Felipe Barrichello Bartz    | Pedro Clerot                | Full Time Sports |
| 6     | C1    | Autódromo Internacional Nelson Piquet, Brasília | 18–20 Novembro  | Lucas Staico             | Felipe Barrichello Bartz    | Felipe Barrichello Bartz    | Cavaleiro Sports |
| 6     | C2    | Autódromo Internacional Nelson Piquet, Brasília | 18–20 Novembro  |                          | Lucas Staico                | Fernando 'Fefo' Barrichello | Full Time Sports |
| 6     | C3    | Autódromo Internacional Nelson Piquet, Brasília | 18–20 Novembro  | Lucas Staico             | Luan Lopes                  | Lucas Staico                | TMG Racing       |

### Sistema de pontuação
- Corrida 1: Terá o padrão de pontuação da Fórmula 1. Na classificação valerá a segunda volta mais rápida obtida no treino classificatório.
- Corrida 2: Inversão dos 8 primeiros colocados da Corrida 1.
- Corrida 3: Terá o padrão de pontuação da Fórmula 1. Na classificação, valerá a volta mais rápida obtida no treino classificatório.
- Bônus: Volta mais rápida de cada uma das corridas: 1 ponto
- Volta mais rápida na classificação: 2 pontos[2]

Pontuação das Corridas 1 e 3:
| Posição       | 1.º | 2.º | 3.º | 4.º | 5.º | 6.º | 7.º | 8.º | 9.º | 10.º | VMR |
| Classificação | 2   |     |     |     |     |     |     |     |     |      |     |
| Pontos        | 25  | 18  | 15  | 12  | 10  | 8   | 6   | 4   | 2   | 1    | 1   |

Pontuação da Corrida 2:
| Posição | 1º | 2º | 3º | 4º | 5º | 6º | 7º | 8º | VMR |
| Pontos  | 15 | 12 | 10 | 8  | 6  | 4  | 2  | 1  | 1   |

### Campeonato de pilotos
| Pos. | Pilotos                     | Autódromo Velo Cittá | Autódromo Velo Cittá | Autódromo Velo Cittá | Autódromo de Interlagos | Autódromo de Interlagos | Autódromo de Interlagos | Autódromo de Interlagos | Autódromo de Interlagos | Autódromo de Interlagos | Autódromo Velo Cittá | Autódromo Velo Cittá | Autódromo Velo Cittá | Autódromo Ayrton Senna | Autódromo Ayrton Senna | Autódromo Ayrton Senna | Autódromo Nelson Piquet | Autódromo Nelson Piquet | Autódromo Nelson Piquet | Pts. | Pts. |
| Pos. | Pilotos                     | C1                   | C2                   | C3                   | C1                      | C2                      | C3                      | C1                      | C2                      | C3                      | C1                   | C2                   | C3                   | C1                     | C2                     | C3                     | C1                      | C2                      | C3                      |      |      |
| ---- | --------------------------- | -------------------- | -------------------- | -------------------- | ----------------------- | ----------------------- | ----------------------- | ----------------------- | ----------------------- | ----------------------- | -------------------- | -------------------- | -------------------- | ---------------------- | ---------------------- | ---------------------- | ----------------------- | ----------------------- | ----------------------- | ---- | ---- |
| 1    | Pedro Clerot                | 1                    | 4                    | 1                    | 1                       | 2                       | 1                       | 1                       | 4                       | 2                       | 1                    | 8                    | 2                    | 2                      | 9                      | 1                      | Ret                     | 11                      | 5                       | 276  |      |
| 2    | Lucas Staico                | Ret                  | 5                    | 2                    | 2                       | 6                       | 3                       | 4                       | 15                      | 1                       | 2                    | 7                    | 1                    | 3                      | Ret                    | Ret                    | 4                       | 3                       | 1                       | 213  |      |
| 3    | Vinícius Tessaro            | 11                   | 11                   | 13                   | 5                       | 3                       | 2                       | 2                       | 5                       | 4                       | 5                    | 5                    | 3                    | 13†                    | 3                      | 2                      | 2                       | Ret                     | 4                       | 163  |      |
| 4    | Felipe Barrichello Bartz    | 8                    | 2                    | 7                    | Ret                     | 10                      | 12                      | 11                      | 8                       | 8                       | 7                    | 2                    | 10                   | 1                      | 4                      | 10                     | 1                       | 5                       | 3                       | 135  |      |
| 5    | Nicolas Giaffone            | 3                    | 7                    | 10                   | 3                       | 1                       | 10                      | DSQ                     | 6                       | 5                       | 8                    | 1                    | Ret                  | 5                      | 1                      | 9                      | 6                       | 2                       | Ret                     | 129  |      |
| 6    | Luan Lopes                  | 10                   | 6                    | 15                   | 4                       | 8                       | 6                       | 12                      | 9                       | 6                       | 3                    | 6                    | 4                    | 6                      | 2                      | 7                      | 3                       | 12                      | 2                       | 126  |      |
| 7    | Fernando 'Fefo' Barrichello | 4                    | 3                    | 14                   | 12                      | 9                       | 7                       | 7                       | 1                       | 7                       | 6                    | 3                    | 6                    | 4                      | 5                      | 13                     | 8                       | 1                       | 8                       | 123  |      |
| 8    | Nicholas Monteiro           | 2                    | 9                    | 4                    | 11                      | 14                      | 11                      | 3                       | 3                       | 3                       | 12                   | 14                   | 11                   | 12                     | 12                     | 5                      | 7                       | 6                       | 6                       | 100  |      |
| 9    | Ricardo Gracia              | 7                    | 1                    | 3                    | 10                      | 11                      | 5                       | 8                       | 16                      | 11                      | 4                    | 4                    | 5                    | 10                     | 11                     | 4                      | Ret                     | NL                      | NL                      | 95   |      |
| 10   | Nelson Neto                 | Ret                  | 13                   | 6                    | 6                       | 4                       | 12                      | 9                       | 7                       | 9                       | Ret                  | 10                   | 9                    | 11                     | 10                     | 14                     | 5                       | 4                       | 7                       | 56   |      |
| 11   | Richard Annunziata          | 6                    | 14                   | 11                   | DSQ                     | 13                      | 4                       | 6                       | 14                      | Ret                     | 10                   | 9                    | 7                    | 7                      | 6                      | 6                      | 9                       | 10                      | DSQ                     | 55   |      |
| 12   | Alvaro Cho                  | NP                   | NP                   | NP                   | Ret                     | 7                       | 13                      | 5                       | 2                       | 13†                     | Ret                  | 16†                  | 14                   | Ret                    | 8                      | 3                      | Ret                     | 8                       | 10                      | 43   |      |
| 13   | Lucca Zucchini              | 12                   | 12                   | 5                    | 9                       | 12                      | 9                       | 14                      | 11                      | 10                      | 13                   | 15                   | Ret                  | 8                      | 7                      | 12                     | 12                      | 7                       | 9                       | 25   |      |
| 14   | João Tesser                 | 9                    | 10                   | 8                    | 8                       | 5                       | 14                      | Ret                     | 13                      | Ret                     | 11                   | 11                   | 13                   | DSQ                    | 13                     | 8                      | 11                      | 9                       | 11                      | 20   |      |
| 15   | Victor Backes               | 5                    | 8                    | 9                    | 7                       | 16                      | 15                      | 13                      | 12                      | Ret                     | Ret                  | 13                   | 12                   |                        |                        |                        |                         |                         |                         | 19   |      |
| 16   | Aurelia Nobels              | Ret                  | Ret                  | 12                   | 12                      | 13                      | 15                      | 10                      | 10                      | 12                      | 9                    | 12                   | 8                    |                        |                        |                        |                         |                         |                         | 7    |      |
| 17   | Arthur Pavie                |                      |                      |                      |                         |                         |                         |                         |                         |                         |                      |                      |                      | 9                      | 14                     | 11                     |                         |                         |                         | 2    |      |
| 18   | Francisco Soldavini         |                      |                      |                      |                         |                         |                         |                         |                         |                         |                      |                      |                      |                        |                        |                        | 10                      | Ret                     | DNS                     | 1    |      |

| Cor        | Resultado             |
| ---------- | --------------------- |
| Ouro       | Vencedor              |
| Prata      | 2.º lugar             |
| Bronze     | 3.º lugar             |
| Verde      | Terminou, nos pontos  |
| Azul       | Terminou, sem pontos  |
| Púrpura    | Ret – Retirou-se      |
| Vermelho   | NQ – Não qualificado  |
| Preto      | DSQ – Desqualificado  |
| Branco     | NL – Não largou       |
| Branco     | C – Corrida cancelada |
| Azul claro | AT – Apenas Treino    |
| Sem cor    | NP – Não participou   |
| Sem cor    | Les – Lesionado       |
| Sem cor    | EX – Excluído         |

### Campeonato de construtores
Foram computados os pontos conquistados pelos seus dois melhores pilotos em cada corrida.
| Pos | Driver           | MOG1 | MOG1 | MOG1 | INT1 | INT1 | INT1 | INT2 | INT2 | INT2 | MOG2 | MOG2 | MOG2 | GYN | GYN | GYN | INT3 | INT3 | INT3 | Pts |
| --- | ---------------- | ---- | ---- | ---- | ---- | ---- | ---- | ---- | ---- | ---- | ---- | ---- | ---- | --- | --- | --- | ---- | ---- | ---- | --- |
| 1   | Full Time Sports | 1    | 1    | 1    | 1    | 2    | 1    | 1    | 1    | 2    | 1    | 3    | 2    | 2   | 5   | 1   | 5    | 1    | 5    | 488 |
| 1   | Full Time Sports | 4    | 3    | 3    | 6    | 4    | 5    | 7    | 4    | 7    | 4    | 4    | 5    | 4   | 9   | 4   | 8    | 4    | 7    | 488 |
| 2   | Cavaleiro Sports | 3    | 2    | 7    | 3    | 1    | 2    | 2    | 5    | 4    | 5    | 1    | 3    | 1   | 1   | 2   | 1    | 2    | 3    | 400 |
| 2   | Cavaleiro Sports | 8    | 7    | 8    | 5    | 3    | 8    | 11   | 6    | 5    | 7    | 2    | 10   | 5   | 3   | 8   | 2    | 5    | 4    | 400 |
| 3   | TMG Racing       | 2    | 5    | 2    | 2    | 6    | 3    | 3    | 3    | 1    | 2    | 7    | 1    | 3   | 7   | 5   | 4    | 3    | 1    | 329 |
| 3   | TMG Racing       | 12   | 9    | 4    | 9    | 12   | 9    | 4    | 10   | 3    | 9    | 12   | 8    | 8   | 12  | 11  | 7    | 6    | 6    | 329 |
| 4   | KTF Sports       | 5    | 6    | 9    | 4    | 7    | 4    | 5    | 2    | 6    | 3    | 6    | 4    | 6   | 2   | 3   | 3    | 8    | 2    | 235 |
| 4   | KTF Sports       | 6    | 8    | 11   | 7    | 8    | 6    | 6    | 9    | 13†  | 10   | 9    | 7    | 7   | 6   | 6   | 9    | 10   | 10   | 235 |